# Taubenkropf
Der Taubenkropf (Silene baccifera (L.) Roth, Syn.: Cucubalus baccifer L.), auch Hühnerbiss bzw. Großer oder Schwarzer Hühnerbiss genannt, ist eine Pflanzenart innerhalb der Familie Nelkengewächse (Caryophyllaceae). Er ist in Eurasien verbreitet.

## Beschreibung

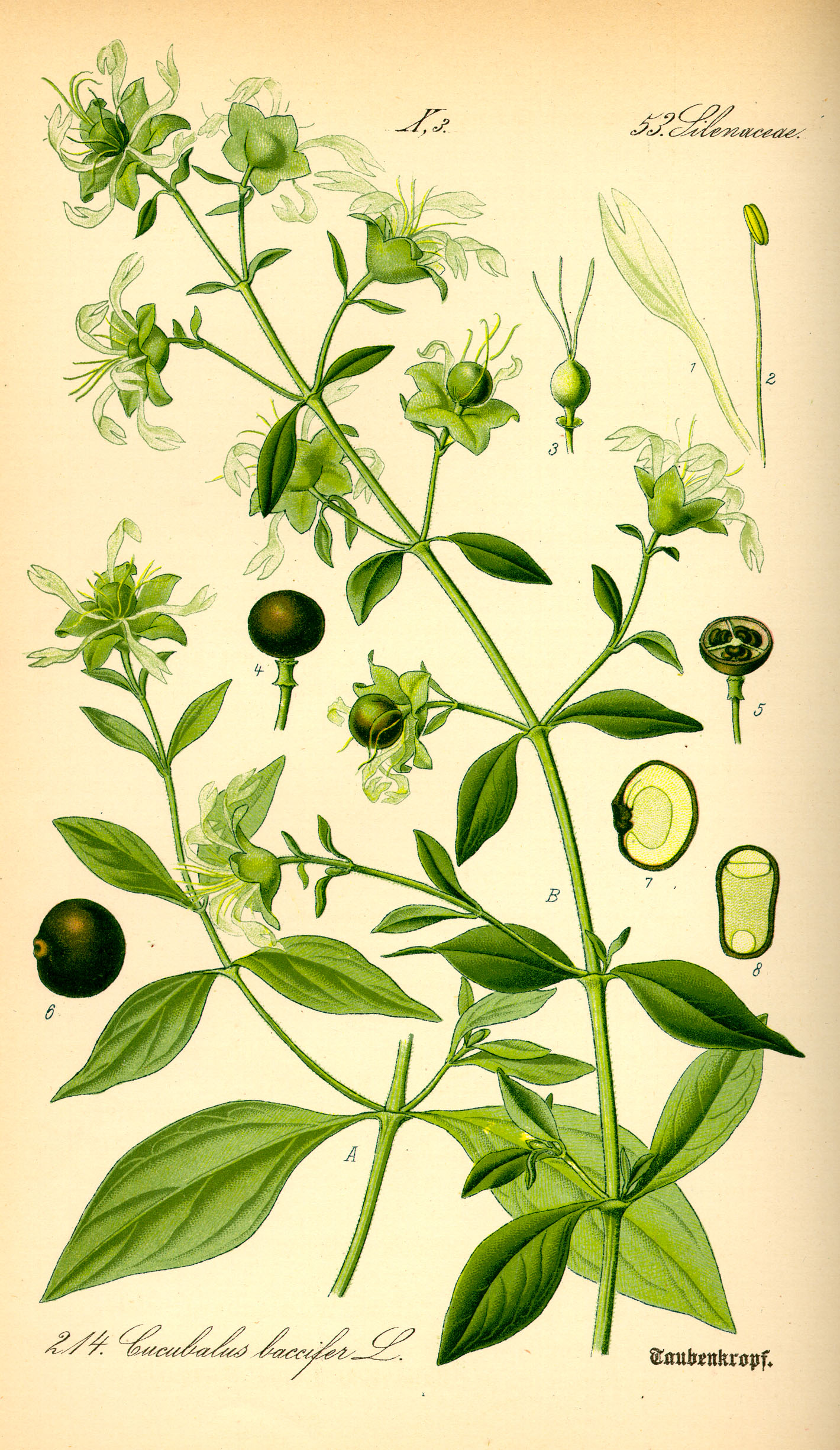
Illustration

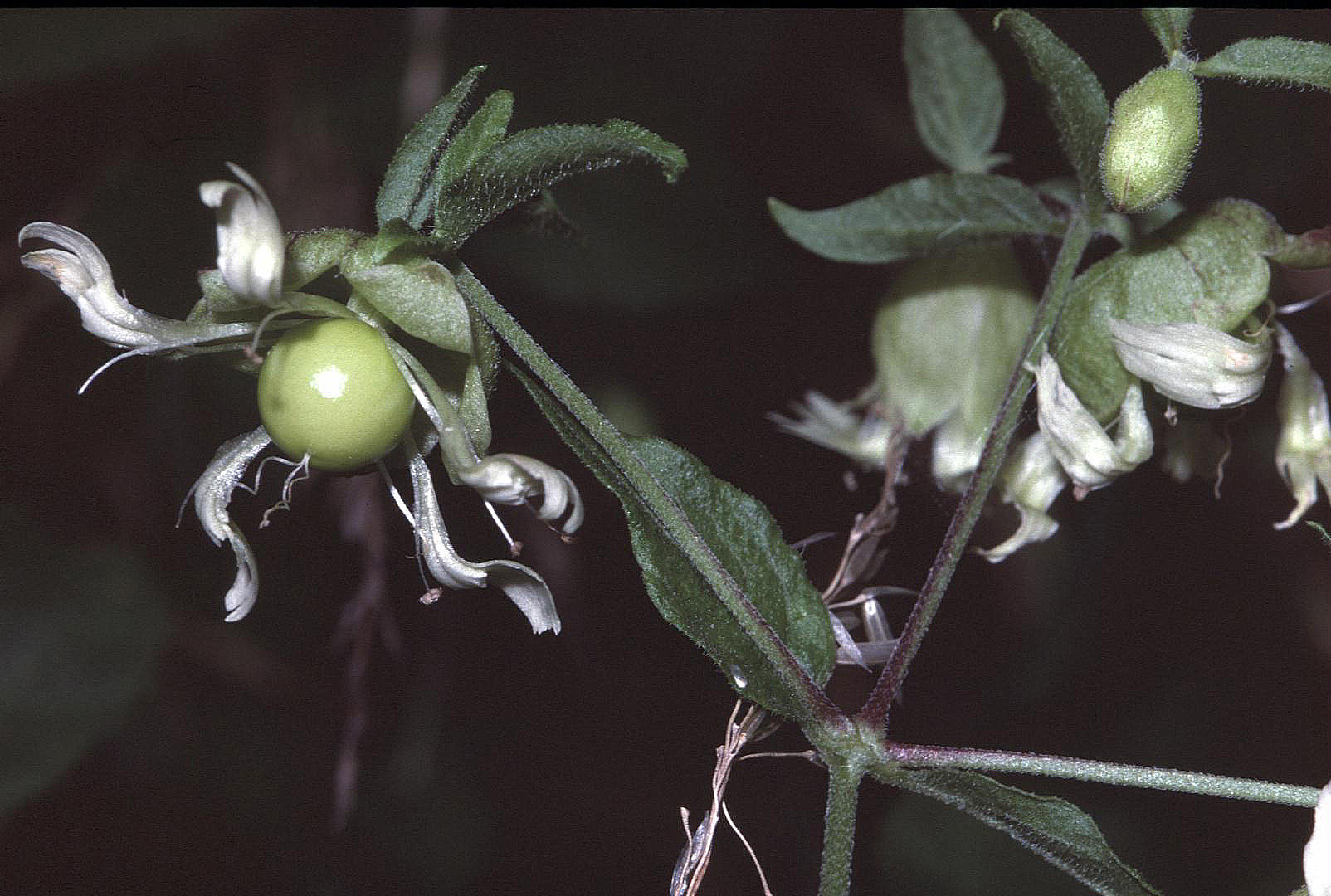
Blüte und unreife Beeren

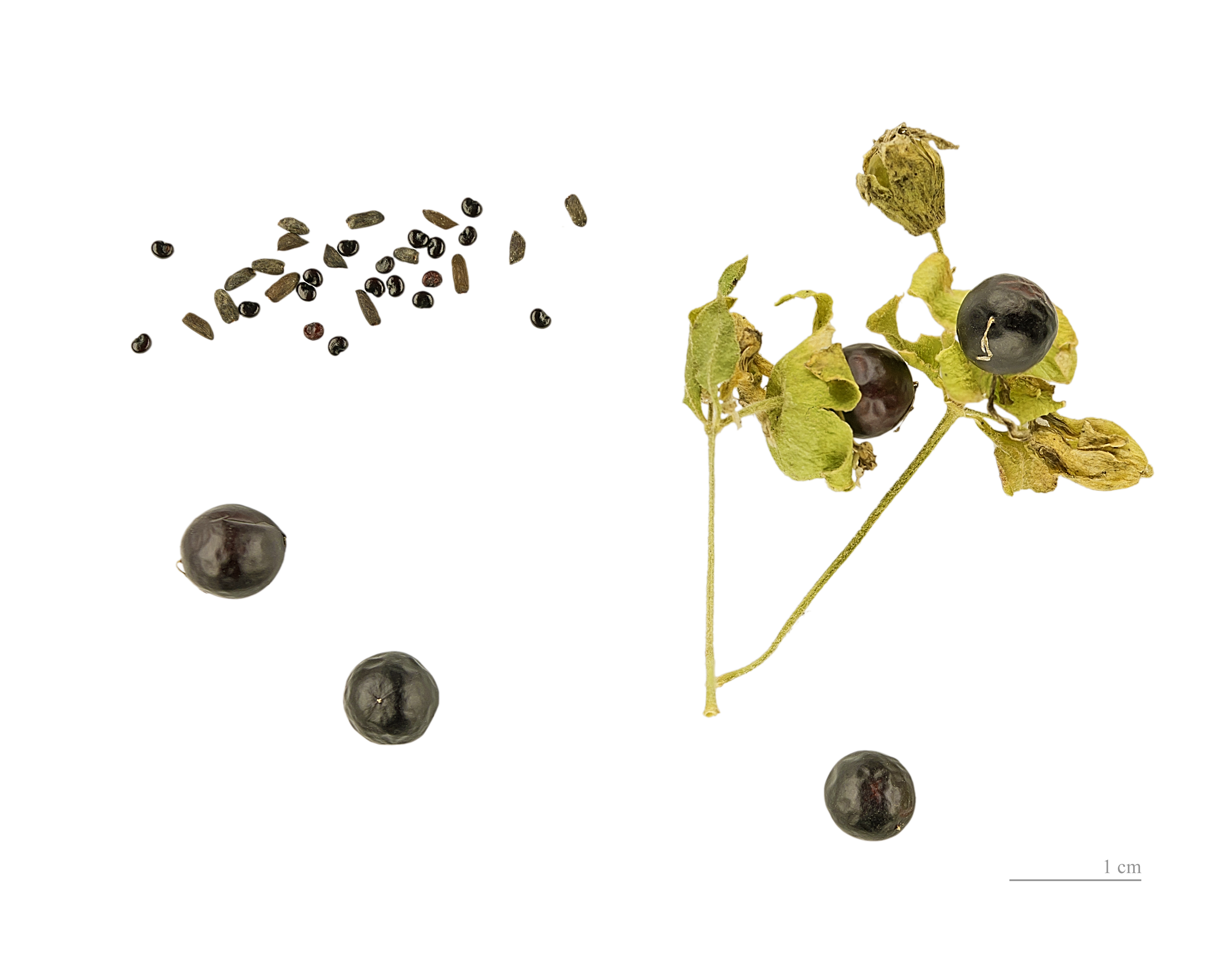
Früchte und Samen

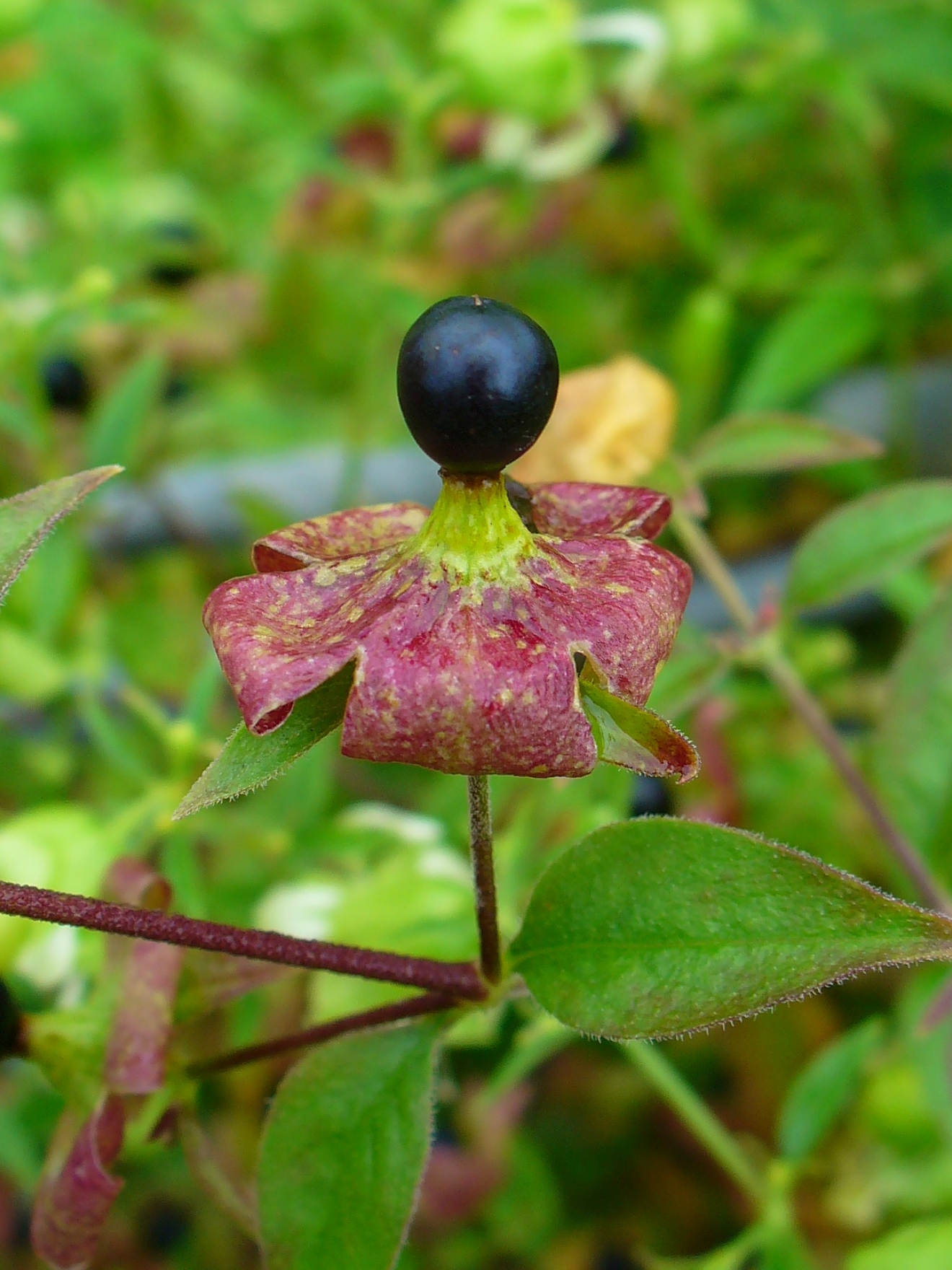
Reife Beere

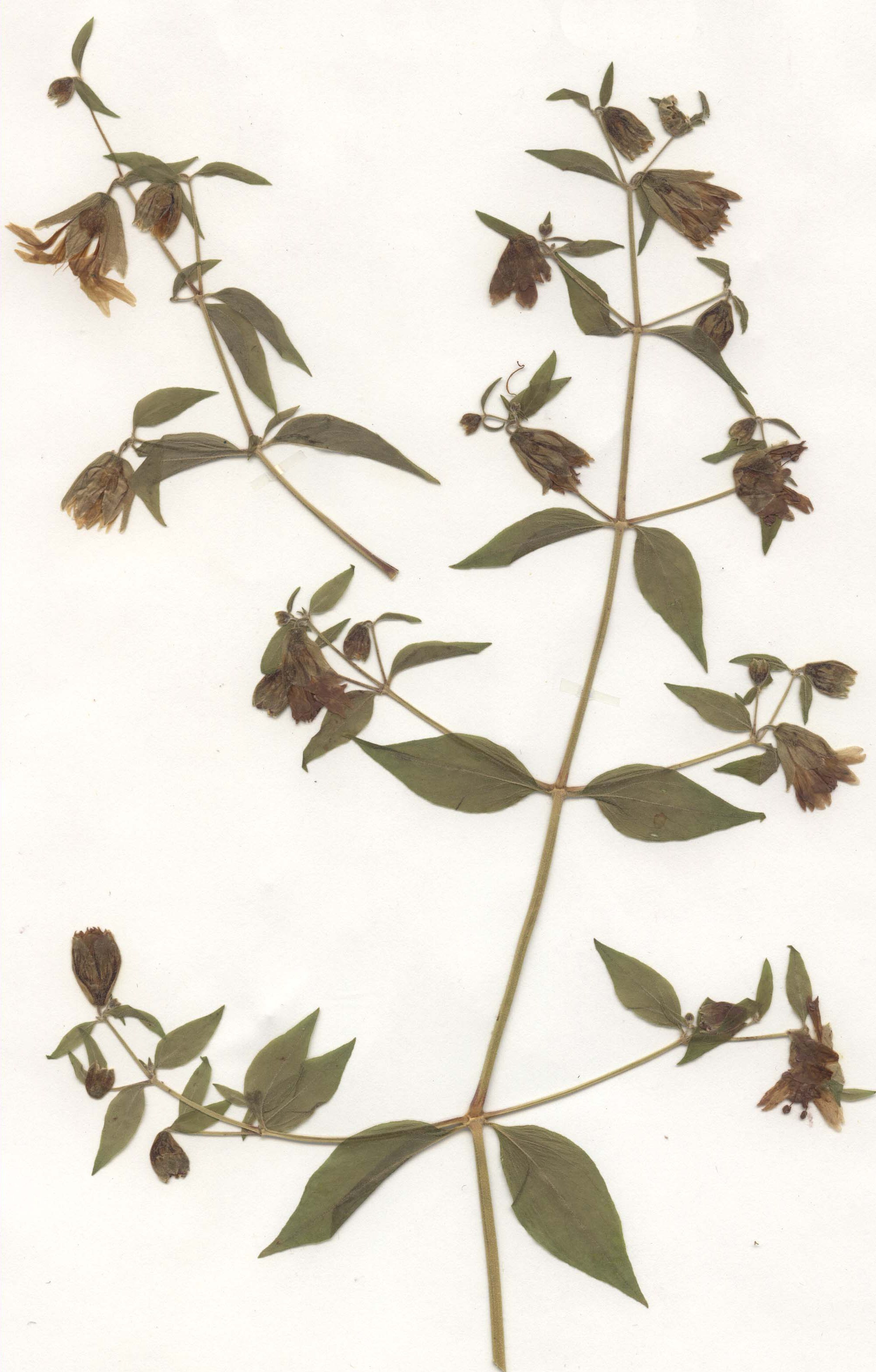
Herbarbeleg

### Vegetative Merkmale
Der Taubenkropf wächst als ausdauernde krautige Pflanze und erreicht Wuchshöhen von 40 bis 150 (bis 200) Zentimetern. Alle Pflanzenteile sind kurz flaumig behaart. Der Stängel ist dünn, sparrig verzweigt, stark knotig und oft spreizkletternd. Die Laubblätter sind gegenständig am Stängel angeordnet. Die Blätter sind kurz gestielt und ganzrandig. Die einfache Blattspreite ist länglich-eiförmig mit zugespitztem oberen Ende.

### Generative Merkmale
Die Blütezeit reicht von Juli bis September. Die end- oder seitenständigen Blüten sind lang gestielt. Die Blüte ist radiärsymmetrisch und zwittrig. Der Kelch ist 8 bis 15 Millimeter lang, weit glockig ausgebreitet und zur Fruchtzeit mehr oder weniger zurückgeschlagen. Er ist ungleich fünfzähnig. Die grünlich-weißen Kronblätter sind zweispaltig und schmal zungenförmig. Sie sind 14 bis 17 Millimeter lang. Die Nebenkrone ist kurz. Jede Blüte hat 10 Staubblätter und 3 Griffel.
Die Frucht ist eine kugelige, schwarz-glänzende (Schein-)Beere. Sie hat einen Durchmesser von 6 bis 8 Millimetern und ist innen grün. Die Samen sind glänzend schwarz.
Die Chromosomenzahl beträgt 2n = 24.

## Giftigkeit
Alle Pflanzenteile sind giftig, vor allem aber die Beeren. Die Hauptwirkstoffe sind ätherische Öle.
Vergiftungserscheinungen: die Beeren können eine Gastroenteritis bewirken. Durch die verlockenden Beeren sind besonders Kinder gefährdet.

## Vorkommen
Silene baccifera ist in Süd-, Mittel- und Osteuropa bis ins gemäßigte Asien mit Indien, Nepal und Bhutan weitverbreitet. Er ist ein gemäßigt-kontinentales Florenelement.
In Österreich kommt der Hühnerbiss in Auwaldgebüschen und Waldschlägen zerstreut bis selten vor, in der Schweiz ist er selten zu finden.
Der Taubenkropf ist in Deutschland selten im Bereich der großen Flusstäler zu finden. Im Norden nur im Elbegebiet, im Nordwesten fehlend; südwestlich und südlich bis zum Rhein- und Donaugebiet vorkommend.
Der Taubenkropf wächst in Mitteleuropa im Saum von Auenwäldern und Auengebüschen. Er gedeiht am besten in sickernassen, zeitweise überfluteten, nährstoffreichen, meist kalkhaltigen Lehm- und Schlickböden. Er ist eine sommerwärmeliebende Stromtalpflanze. Der Taubenkropf ist eine Charakterart des Senecionetum fluviatilis, kommt aber auch in anderen Pflanzengesellschaften der Ordnung Convolvuletalia oder des Verbands Salicion albae vor.
Die ökologischen Zeigerwerte nach Landolt et al. 2010 sind in der Schweiz: Feuchtezahl F = 4w+ (sehr feucht aber stark wechselnd), Lichtzahl L = 3 (halbschattig), Reaktionszahl R = 4 (neutral bis basisch), Temperaturzahl T = 5 (sehr warm-kollin), Nährstoffzahl N = 4 (nährstoffreich), Kontinentalitätszahl K = 2 (subozeanisch).

## Taxonomie
Die Erstveröffentlichung dieser Art erfolgte 1753 unter dem Namen (Basionym) Cucubalus baccifer durch Carl von Linné in Species Plantarum, 1, S. 414. Die Neukombination zu Silene baccifera wurde 1789 durch Albrecht Wilhelm Roth in Tentamen Florae Germanicae, 2, 1, S. 491 veröffentlicht.
Wegen der abweichenden Fruchtform blieb diese Art bei einigen Autoren in der eigenen Gattung Cucubalus. Andere Autoren rechnen sie zur Gattung Silene.